# 清平高速公路
清平高速公路（原玉平大道）是中华人民共和国广东省的一条高速公路，也是广东省高速S29从莞深高速公路的一部分（旧独立编号为“S29”）全长15.8千米（一期、二期南段），南起深圳市罗湖区清水河街道红岭北路泥岗红岭立交，北至深圳市龙华区观澜街道嘉湖路与平大路交叉路口以南，是深圳市一条重要的南北方向高速通道，是深圳高速线网的重要组成部分。
高速一期工程（泥岗红岭立交-龙景立交）于2005年7月16日开通运营，二期工程（龙景立交-嘉湖路平大路口）于2013年9月17日开通运营，目前二期路段实行免费通行，一期路段实行一次性（非联网）收费。
清平高速公路在原二线关路段设置的过境检查站为清水河检查站。

## 互通枢纽及服务设施
按照从莞深高速公路顺序从北至南排序，请注意。
| 地区                                                                                         | 里程                           | 类型                           | 名称                           | 连接                            | 说明                                   |
| 二期路段北段（预计2026年通车）                                                               | 二期路段北段（预计2026年通车） | 二期路段北段（预计2026年通车） | 二期路段北段（预计2026年通车） | 二期路段北段（预计2026年通车）  | 二期路段北段（预计2026年通车）         |
| 并行路段                                                                                     | 并行路段                       | 并行路段                       | 并行路段                       | 并行路段                        | 并行路段                               |
| -------------------------------------------------------------------------------------------- | ------------------------------ | ------------------------------ | ------------------------------ | ------------------------------- | -------------------------------------- |
| 东莞市 塘厦镇                                                                                | 0.0km                          | (128/20)                       | 塘背                           | 深圳外环高速                    | 在建                                   |
| 路段                                                                                         |                                |                                |                                |                                 |                                        |
| 深圳市 龙华区                                                                                |                                | (130/18)                       | 高尔夫                         | 高尔夫大道                      | 在建                                   |
| 深圳市 龙华区                                                                                |                                | (131/17)                       | 金龙B                          | 环观南路 Y297 嘉湖路 平大路     | 在建 仅北向                            |
| 二期路段南段（2013年9月17日通车）                                                            |                                |                                |                                |                                 |                                        |
| 深圳市 龙华区                                                                                |                                | (132/16)                       | 金龙A                          | 环观南路 Y297 嘉湖路 平大路     | 仅南向                                 |
| 深圳市 龙岗区                                                                                |                                | (135/13)                       | 富安                           | Y296 嘉湖路 富安大道            |                                        |
| 深圳市 龙岗区                                                                                |                                | (137/11)                       | 秀峰                           | 沈海高速（机荷）                |                                        |
| 一期路段（2005年7月16日通车）                                                                |                                |                                |                                |                                 |                                        |
| 深圳市 龙岗区                                                                                |                                | (141/7)                        | 龙景                           | 水官高速 南坪快速 布龙路 吉华路 |                                        |
| 深圳市 龙岗区                                                                                |                                | 主线收费站                     | 神龙主线                       | 神龙主线                        | 代收水官高速路费 一期路段一次性收费6元 |
| 深圳市 龙岗区                                                                                |                                | (143/5)                        | 郁南环境园                     | 郁南环境园                      |                                        |
| 深圳市 龙岗区                                                                                |                                | (145/3)                        | 西环路                         | 西环路                          |                                        |
| 深圳市 龙岗区                                                                                |                                | 隧道                           | 凤仪山隧道                     | 凤仪山隧道                      | 长620m                                 |
| 深圳市 罗湖区                                                                                |                                | 出入口                         | 清水河检查站                   | 临平一路                        |                                        |
| 深圳市 罗湖区                                                                                |                                | (146/2)                        | 清水河                         | 红岗路 清水河一路               |                                        |
| 深圳市 罗湖区                                                                                |                                | (147/1)                        | 玉龙                           | 红岗路 金湖路                   |                                        |
| 深圳市 罗湖区                                                                                |                                | (148/0)                        | 泥崗紅嶺 红岭北                | 泥岗路 红岭北路                 |                                        |
| 1.000 英里 = 1.609 千米；1.000 千米 = 0.621 英里 并行路段 • 已关闭／取消 • 限制进入 • 未开放 |                                |                                |                                |                                 |                                        |

（出口编号前一个为现行编号，后一个为原清平高速编号）

## 历史

### 一期规划与建设
清平高速一期南起红岭北立交，与泥岗路、红岭路相接，北至龙景立交，与南坪快速路、水官高速公路、布龙路相接，全长7.48km，设计速度80km/h，双向六车道，路基宽29米，设互通立交3处，收费站2处。清平高速一期于2005年7月16日建成通车，总投资9.8亿元。由于一期将已建成的水官高速与深圳市区相连，因此又称为“水官高速公路延长线”。
清平高速公路是按照路两端（清水河及平湖）来命名的，但由于罗湖区黄贝街道也有一条“清平路”，两者较易造成混淆。因此2006年10月30日，深圳市地名管理办公室曾对包括清平高速公路在内“七横十三纵”的24条干线道路的名称作出修改，而实际上作为快速路定位的清平高速公路根据深圳市“主干路、快速路均以“大道”为通名”的规范而一度改为“玉平大道”（“玉”指的是起点附近的著名城中村——玉龙新村，现已被拆除）。不过受制于广东省高快速公路规划，最后并未更名；“玉平大道”也仅在当时的部分市政路方向牌（现已全部更换为高速公路编号）和部分深圳市地图里出现。

### 二期规划与建设
清平高速二期起于龙景立交，跨越布吉吉华路、秀峰山塘、平南铁路、板李大道，下穿机荷高速公路，继续向北与平湖街道的富安西路相交后，在平湖嘉湖路上平行高架，上跨十号路、西宝路、惠华路及平大路，再沿观澜街道的环观南路和烟桥路继续平行高架，跨越高尔夫大道，终点至塘背立交，与规划中的外环高速公路衔接。路线全长15.22公里，设计行车速度每小时80公里，双向六车道。全线设机荷、富安、龙平及大山（预留）四处互通立交。二期工程于2010年9月开工，2013年9月17日，龙景立交至环观南路通车。待外环高速正式通车，二期北段剩下的3公里也将同步建成。 清平高速二期北段因外环高速建设时序等问题，在完成90%下部结构后，于2014年5月停工。2020年3月开始启动设计招标，随后围绕开工建设，开展了一系列前期工作。项目已完成施工招标，中标单位为中建三局集团有限公司。本项目已经动工，计划工期为30个月。
清平高速公路神龙收费站离坂田的龙景收费站仅2公里，路费高达4元，超出清平高速收费标准0.6元/标准车公里，引来众多坂田居民不满，也被质疑有没有收费的必要。清平高速的建设方华昱机构声称，神龙收费站本应建在红岭北立交，但由于种种原因只得北迁，神龙至龙景路段的4元收费实际上是从红岭北立交开始计算的，全长约6.3公里。

## 未来发展

### 二期工程北段开通
清平高速公路将自金龙互通继续北延至塘背立交连接 深圳外环高速。目前正在建设中，预计2024年开通。

## 相关图像
- 近龙景立交段（2021年5月）